# Hilary Duff (album)
Hilary Duff – trzecia płyta Hilary Duff wydana 28 września 2004 roku.

## Lista utworów
1. "Fly" (Kara DioGuardi, John Shanks) – 3:43
2. "Do You Want Me?" (Matthew Gerrard, DioGuardi) – 3:30
3. "Weird" (Charlie Midnight, Marc Swersky, Ron Entwistle) – 2:55
4. "Hide Away" (Shaun Shankel, Midnight, Trina Harmon, Tyler Hayes Bieck) – 3:47
5. "Mr. James Dean" (Hilary Duff, Haylie Duff, Kevin De Clue) – 3:28
6. "Underneath This Smile" (DioGuardi, Shanks) – 3:38
7. "Dangerous to Know" (Midnight, Wendy Page, Jim Marr) – 3:33
8. "Who's That Girl?" (Midnight, Andreas Carlsson, Desmond Child) – 3:26
9. "Shine" (DioGuardi, Guy Chambers) – 3:29
10. "I Am" (Diane Warren) – 3:43
11. "The Getaway" (Julian Bunetta, James Michael) – 3:37
12. "Cry" (Midnight, Swersky, Charlton Pettus) – 4:02
13. "Haters" (Hilary Duff, Haylie Duff, Midnight, Swersky) – 2:56
14. "Rock This World" (Midnight, Denny Weston Jr., Ty Stevens, Hilary Duff) – 3:42
15. "Someone's Watching Over Me" (DioGuardi, Shanks) – 4:11
16. "Jericho" (Midnight, Chico Bennett) – 3:52
17. "The Last Song" (Haylie Duff, De Clue) – 1:25

Bonus (Japonia)
1. "Who's That Girl?" (acoustic mix) – 3:25
2. "Our Lips Are Sealed" (Jane Wiedlin, Terry Hall) featuring Haylie Duff – 2:40
3. "My Generation" (Pete Townshend) – 2:41